# Aloe inermis
Aloe inermis ist eine Pflanzenart der Gattung der Aloen in der Unterfamilie der Affodillgewächse (Asphodeloideae). Das Artepitheton inermis stammt aus dem Lateinischen, bedeutet ‚unbewehrt‘ und verweist auf den Blattrand der Art.

## Beschreibung

### Vegetative Merkmale
Aloe inermis wächst stammbildend, sprosst und bildet kleine bis große Gruppen. Die niederliegenden oder aufsteigenden bis aufrechten Stämme erreichen eine Länge von bis zu 50 Zentimeter. Die etwa zwölf bis 16 lanzettlichen oder schwertförmigen,  verschmälerten, ausgebreiteten und mit der Zeit abgebogenen  Laubblätter bilden Rosetten. Sie sind auf den obersten 20 Zentimetern der Stämme ausdauernd. Die graugrüne oder trüb hell olivgrüne Blattspreite ist 25 bis 30 Zentimeter (selten bis 45 Zentimeter) lang und 5 bis 7 Zentimeter breit. Auf ihr befinden sich gelegentlich zur Basis hin wenige oder viele zerstreute, kleine, trübweiße, linsenförmige Flecken. Die Blattoberfläche ist rau. Die weißlichen Blattränder sind knorpelig. Randzähne sind nicht vorhanden.

### Blütenstände und Blüten
Der schiefe Blütenstand besteht aus sechs bis neun Zweigen und erreicht eine Länge von etwa 70 Zentimeter. Die unteren Zweige sind gelegentlich nochmals verzweigt. Die ziemlich dichten, bis zu 15 Zentimeter langen Trauben der stärker schiefen Zweige bestehen aus einseitswendigen Blüten. Die eiförmig-spitzen, weißen Brakteen weisen eine Länge von 4 Millimeter auf und sind 2 bis 3 Millimeter breit. Die trüb scharlachroten oder gelben Blüte stehen an 5 bis 9 Millimeter langen Blütenstielen. Die Blüten sind 28 bis 30 Millimeter lang und an ihrer Basis gerundet. Auf Höhe des Fruchtknotens weisen die Blüten einen Durchmesser von 7 bis 8 Millimeter auf. Darüber sind sie leicht verengt und schließlich zur Mündung leicht erweitert. Ihre äußeren Perigonblätter sind auf einer Länge von 7 Millimetern nicht miteinander verwachsen. Die Staubblätter und der Griffel ragen 2 bis 4 Millimeter aus der Blüte heraus.

### Genetik
Die Chromosomenzahl beträgt {\displaystyle 2n=14}.

## Systematik und Verbreitung
Aloe inermis ist in Jemen auf felsigen Hängen in Höhen von etwa 760 Metern verbreitet.
Die Erstbeschreibung durch Peter Forsskål wurde 1775 veröffentlicht.

## Nachweise